# Alt-Treptow
Alt-Treptow, Berlin-Alt-Treptow – dzielnica (Ortsteil) Berlina w okręgu administracyjnym Treptow-Köpenick. Od 1 października 1920 w granicach miasta.
W dzielnicy znajduje się przystanek kolejowy Berlin Treptower Park.